# Hervé Furic
Hervé Furic est un acteur français connu pour le doublage, né le 11 février 1956.

## Biographie
Hervé Furic débute au théâtre en rencontrant Roger Blin. Il participe ainsi à Minamata and Co de O. Takahashi au CDN d'Aubervilliers en 1978, puis à Triptyque de Max Frisch au Théâtre de l'Odéon en 1982.
Il a travaillé avec de nombreux metteurs en scène dont Jacques Seiler, Robert Hossein et Daniel Mesguich.
À la télévision, il a tenu le rôle-tire du Mécréant de Jean L'Hôte en 1981 et, au cinéma, il tient un des rôles principaux du Conte d'hiver d'Éric Rohmer sorti en 1992.
Il participe régulièrement à des enregistrements radiophoniques pour Radio France et  France Culture.
Il a interprété le rôle de Thénardier dans une adaptation des Misérables de Victor Hugo réalisé par François Christophe et diffusée en décembre 2012 et janvier 2013.
Également spécialisé dans le doublage, il est notamment la voix française de Robert Patrick.

## Filmographie

### Télévision
- 1980 : Marie de Bernard Sobel : Kouzma, un cireur de parquet
- 1981 : Le Mécréant de Jean L'Hôte : Vincent
- 1981 : La Ramandeuse de Gabriel Axel : Le fiancé
- 1981 : Cinq-Mars de Jean-Claude Brialy : François De Tchou
- 1981 : Les Poneys sauvages de Robert Mazoyer

### Cinéma
- 1982 : Les Misérables de Robert Hossein
- 1992 : Conte d'hiver d'Éric Rohmer : Loïc
- 1993 : Marie Tudor de Robert Mazoyer
- 2004 : Illumination, de Pascale Breton

## Doublage

### Cinéma

#### Films
- Robert Patrick dans :
  - Une nouvelle chance (2012) : Vince
  - Gangster Squad (2013) : l'inspecteur Max Kennard
  - Secret d'État (2014) : Ronald J. Quail
  - The Poison Rose (2019) : le chef Walsh

- Gary Lewis dans : 
  - Billy Elliot (2000) : Jackie Elliot
  - Gangs of New York (2002) : McGloin
  - Eragon (2006) : Hrothgar

- Thomas Haden Church dans :
  - Spider-Man 3 (2007) : Flint Marko / L'Homme-sable
  - Easy Girl (2010) : Monsieur Griffith
  - Spider-Man: No Way Home (2021) : Flint Marko / L'Homme-sable

- Clancy Brown dans : 
  - The Informant! (2009) : Aubrey Daniel
  - Freddy : Les Griffes de la nuit (2010) : Alan Smith
  - Ave, César ! (2016) : Gracchus, un acteur d’Ave Cesar

- Danny Huston dans :
  - The Constant Gardener (2005) : Sandy Woodrow
  - Stan et Ollie (2018) : Hal Roach

- 1998 : Shakespeare in Love : Edmund Tille (Simon Callow)
- 1999 : Dogma : Metatron (Alan Rickman)
- 1999 : Ghost Dog : La Voie du samouraï : Frank (Richard Portnow)
- 2000 : Gangster No. 1 : Tommy (Kenneth Cranham)
- 2000 : Hamlet : Claudius (Kyle MacLachlan)
- 2005 : Une belle journée : Frank (Peter Mullan)
- 2005 : Truman Capote : Jack Dunphy (Bruce Greenwood)
- 2006 : Scary Movie 4 : Henry Hale (Bill Pullman)
- 2008 : Las Vegas 21 : Bob Phillips (Jack Gilpin)
- 2009 : L'Enquête : Martin White (Patrick Baladi)
- 2009 : Public Enemies : l'agent Carter Baum (Rory Cochrane)
- 2009 : Duplicity : Dale Raimes (Rick Worthy)
- 2009 : Pas si simple : le narrateur (Michael Kopp) (voix)
- 2010 : Fair Game : Jim Pavitt (Bruce McGill)
- 2010 : La Tempête : Antonio (Chris Cooper)
- 2010 : Mesures exceptionnelles : John Crowley (Brendan Fraser)
- 2011 : The Hunters : Oliver (Tony Becker)
- 2012 : The Samaritan : Deacon (Tom McCamus)
- 2012 : The Expatriate : Dick Rhodes (Ron White)
- 2012 : The Amazing Spider-Man : Gustav Fiers / le Gentleman (Michael Massee) (scène post-générique)
- 2012 : Skyfall : ? ( ? )
- 2013 : Capitaine Phillips : ? ( ? )
- 2013 : Pacific Rim : un représentant britannique (Julian Barnes)
- 2013 : Elysium : ? ( ? )
- 2013 : White House Down : ? ( ? )
- 2015 : Night Run : Frank (Holt McCallany)
- 2015 : Strictly Criminal : Dick Lehr (Marc Carver)
- 2016 : Nocturnal Animals : le lieutenant Graves (Graham Beckel)
- 2016 : Premier Contact : ? ( ? )
- 2017 : Papillon : Warden Brioulet (Nikola Kent)
- 2018 : The Passenger : Walt (Jonathan Banks)
- 2018 : Paranoïa : l'avocat (Joseph Reidy)
- 2018 : L'Espion qui m'a larguée : Roger (Fred Melamed)
- 2018 : Ocean's 8 : lui-même (Lonnie Rashid « Common » Lynn, Jr.)
- 2019 : Midway : l'amiral Ernest King (Mark Rolston)

#### Film d'animation
- 2004 : Les 3 Mages : le chef des bandits (création de voix)

### Télévision

#### Séries télévisées
- Robert Patrick dans :
  - X-Files (2000-2002) : John Doggett
  - The Unit : Commando d'élite[1] (2006-2009) : le colonel Tom Ryan
  - Big Love[1] (2011) :  Bud Maybury
  - Last Resort[1] (2012-2013) :  Joseph Prosser

- 2005 : Les Rois maudits : ? ( ? )
- 2005-2006 : Invasion : le maire Littles (Holmes Osborne)
- 2006-2009 : Robin des Bois : Petit Jean (Gordon Kennedy)
- 2010 : Dexter : Stan Liddy (Peter Weller)
- 2011-2017 : 2 Broke Girls : Earl Washington (Garrett Morris)
- 2013-2015 : Getting On : Patsy De La Serda (Mel Rodriguez)
- 2014 : Crisis : l'agent Hurst (David Andrews)
- 2014 : Chicago Fire : Dave Bloom (W. Earl Brown)
- 2014 : Ray Donovan : Dr Finkel (Brent Spiner)
- 2015 : The Last Kingdom : Wulfhere (Sean Gilder)
- 2015 : Dans l'ombre des Tudors : Charles Brandon, duc de Suffolk (Richard Dillane)
- 2015 / 2018 : Jessica Jones : Albert Thompson (Michael Siberry) / Steven Benowitz (Maury Ginsberg)
- 2016 : 22.11.63 : Al Templeton (Chris Cooper)[1] (mini-série)
- 2016 : The Code : Nolan Daniels (Ben Oxenbould)
- 2016 : Paranoid : Éric Benton (John Duttine) (mini-série)
- 2016 : Daredevil : Philip Cabroni (Joe Forbrich)
- 2016 : Zoo : le général Andrew Davies (Peter Outerbridge)
- 2016-2017 : Major Crimes : le père Stan (Mark Damon Espinoza)
- 2016-2017 / 2017 : Lady Dynamite : Joel Bamford (Ed Begley Jr.) / Joel Bamford jeune (Kurt Braunohler)
- 2017 : The Defenders : Strieber (Ron Simons) (mini-série)
- 2017-2018 : Blacklist : Tony Pagliaro (Lenny Venito)
- 2018 : La Foire aux vanités : Lord Steyne (Anthony Stewart Head) (mini-série)
- 2019 : The Enemy Within : Chigorin (Dale Pavinski)

#### Séries d'animation
- 1998 : Cowboy Bebop : Fad
- 2004 : Samurai champloo : Manzou

#### Téléfilms
- Robert Patrick dans : 
  - Traque à San Francisco (2002) : Sam Brown
  - Red Faction: Origins (2011) : Alec Mason

### Fictions audio
- X-Files - Première partie (X-Files : Les nouvelles affaires non classées 1) (Audible, novembre 2017) : John Doggett
- X-Files - Deuxième partie (X-Files : Les nouvelles affaires non classées 2) (Audible, février 2018) : John Doggett

## Théâtre
- 1983 : Triptyque de Max Frisch, mise en scène Roger Blin, Comédie-Française au théâtre de l'Odéon
- 1990 : L'Antiphon de Djuna Barnes, mise en scène Daniel Mesguich, Comédie-Française au théâtre de l'Odéon